# 待ち針

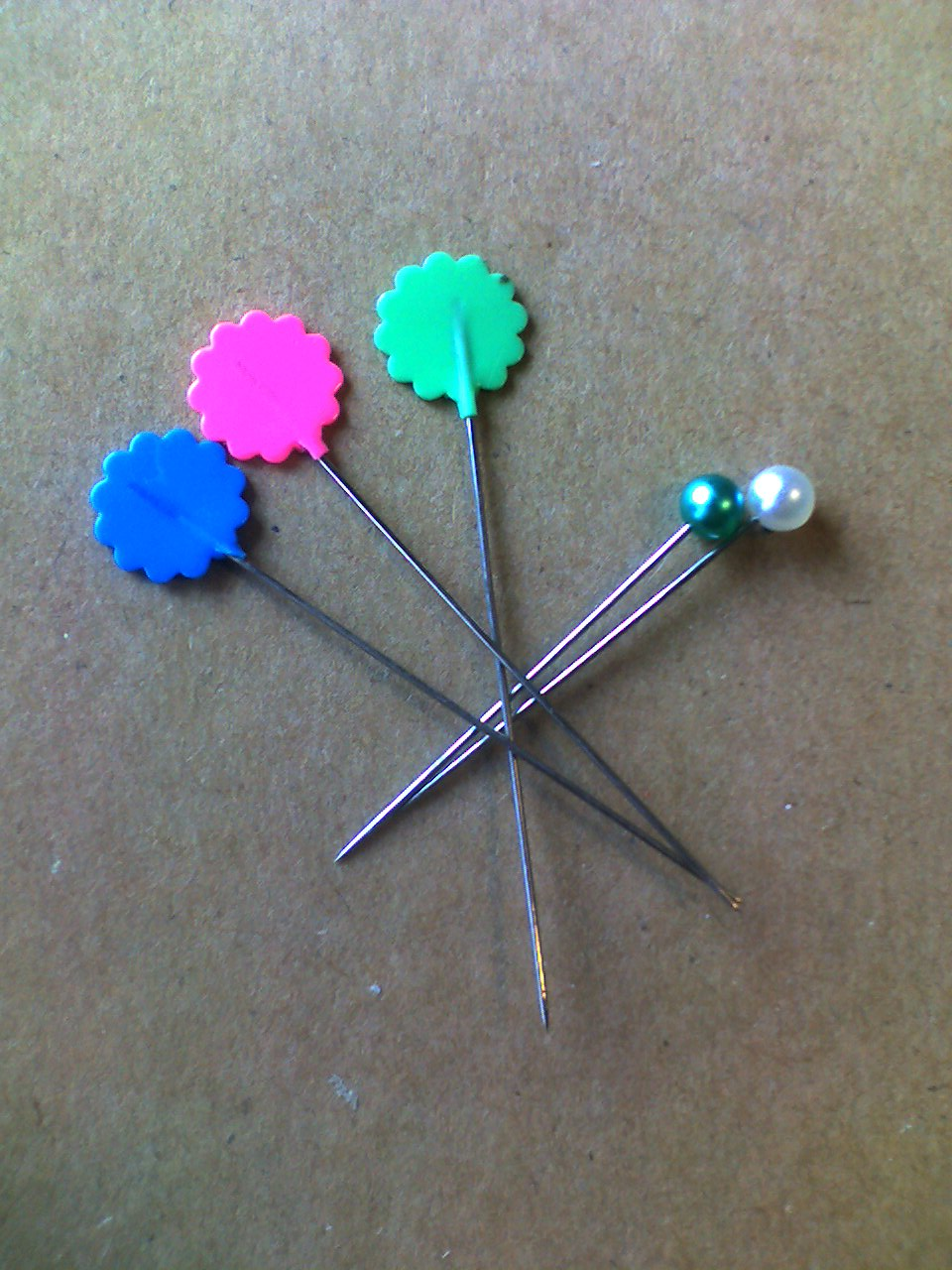
待ち針

待ち針（まちばり）は、裁縫に使う仮止め用の針である。英語圏ではマーキングピン（Marking Pin）と呼ばれ、玉付きのピンをベリーピン（Berry Pin）（Dressmaker Pin）と呼ばれている。

## 概要
待ち針は縫い針とは違い、頭の部分に穴が無く、代わりに球型や薄い花びら型などの飾りが付いている。これは、待ち針を打った位置を分かりやすくするためと、待ち針が生地を通り抜けてしまうことを防ぐためである。

一般的な使用方法は、仮止めしたい布地に対し一定間隔で待ち針を打ち、仮止めしたところを縫い合わせ終わったら、縫い終えたところから順次待ち針を抜いていく、というものである。

### 種類
- セル待ち針：薄く平たい花びら型の飾りがついたもの。基本的に針足が長く作られており、セル（梳毛の毛織物）に使用するためのものであったが、待ち針をつけたまま生地をたたんでもかさばらないことから、かつては和裁用ともされていた。
- ガラス待ち針：頭がガラスでできているため、待ち針をつけたままアイロンをかけることができる。
- シルクピン：頭に装飾のない虫ピンのような形状。細いため針跡が残りにくく、シルクなど繊細な生地に使う。
- フォーク針：U字型をしており、カーブの部分がわずかに折れ曲がって頭の代わりとなる。針足が2本となるため、しっかり固定できる。

## 数寄屋橋交番

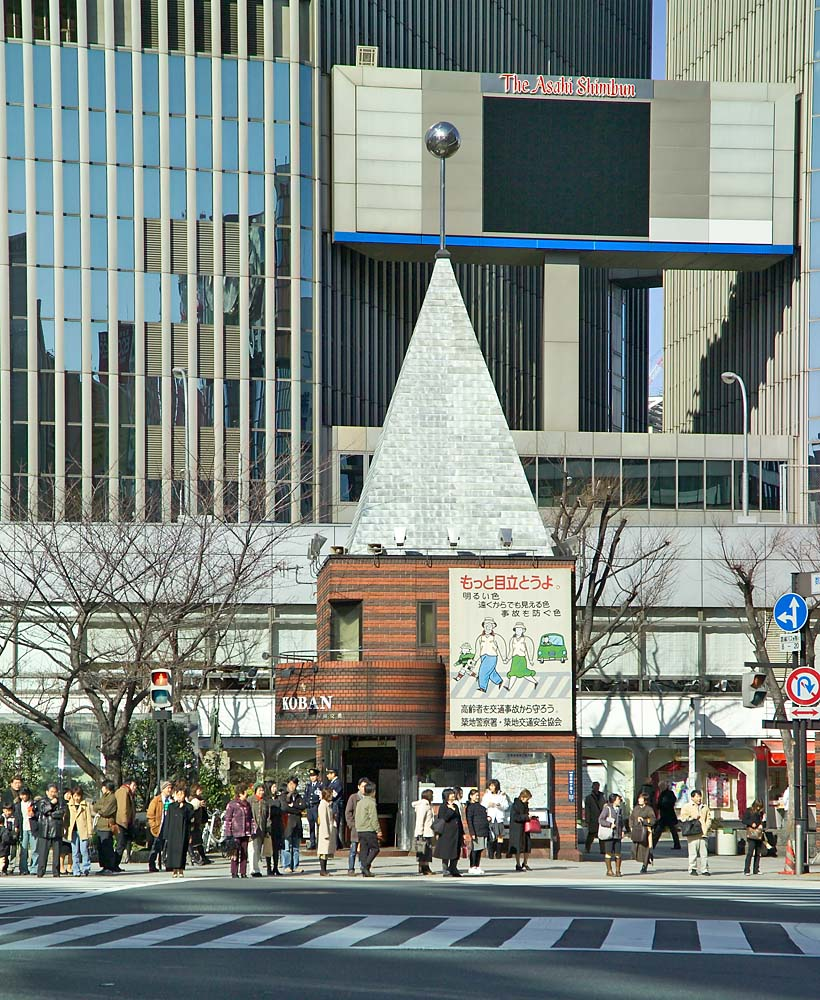
警視庁築地署数寄屋橋交番

築地警察署が管轄する交番。1982年（昭和57年）に立て替えるときに設計を依頼された山下和正が屋根のデザインを決める際に「この部分に飾りが付きます」という仮ものであるとして待ち針を刺して提出したが、そのまま交番のデザインとして採用が決まったという。
耐震補強や女性用の部屋がない等の理由で、将来的に建て替えられることが決定している。